# Archigram
Pour le groupe de musique électronique, voir Archigram (artiste français).
 (juin 2012).
Si vous disposez d'ouvrages ou d'articles de référence ou si vous connaissez des sites web de qualité traitant du thème abordé ici, merci de compléter l'article en donnant les références utiles à sa vérifiabilité et en les liant à la section « Notes et références ».

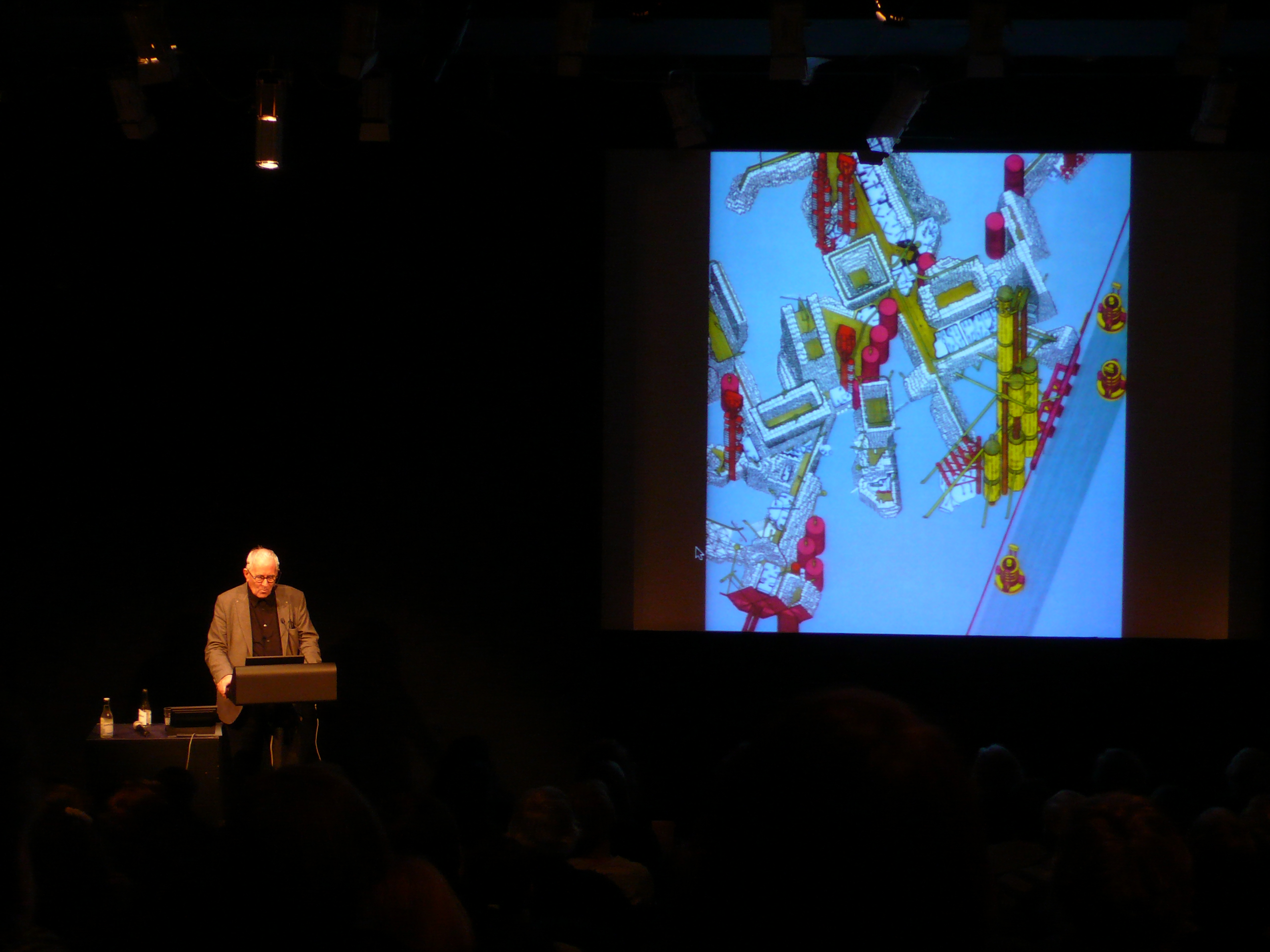
Peter Cook présente le projet Plug-in City, 2008

Archigram est un groupe d'architectes britanniques des années 1960-1970. Il a donné son nom à une revue d’architecture avant-gardiste qui a inspiré les travaux de six architectes : Peter Cook (1936), Ron Herron (1930 - 1994), David Greene (1937), Warren Chalk (1927-1988), Dennis Crompton (1935), Mick Webb (1937).
Son nom est issu de la contraction des termes « architecture » et « télégramme ».

## Concepts
Influencé par les utopies urbaines de la première moitié du XXe siècle, Archigram cherche à renouveler l’architecture et l’urbanisme pour faire en sorte qu'« à défaut d'aimer les villes, on puisse s'aimer un peu plus dans les villes ».
L'iconographie d'Archigram puise, entre autres, dans les imaginaires de la science-fiction et la bande dessinée, ouvrant ainsi l'architecture et les concepts environnementaux à la culture pop naissante.
Archigram développe une architecture sans fondation, purement théorique, et se concrétise principalement par la parution d’une revue d’architecture. Celle-ci sert de média, entre 1961 et 1974, à un jeune groupe d’architectes. La revue se fait très tôt l'écho du projet Fun Palace de Cedric Price (1961), un modèle d'« architecture impermanente ». 
Comme les brutalistes, les membres d'Archigram réagissent à l’ère de la consommation. Effectivement, l’effervescence du Pop Art, qui s’approprie la culture populaire, les médias de masse, l’univers électronique et informatique ainsi que la conquête spatiale, se répercute dans les projets d’Archigram. L’habitat devient – comme les concepts appliqués à la ville – jetable, ludique, consommable, éphémère, préfabriqué et évolutif ; leurs projets urbains combinent réseaux, câbles, structures gonflables, mobile home, drive-in, informatique, robotique et reflètent la société de consommation hyper-technologique qui se développe. Ils prétendent également revenir aux fondements de l'architecture moderne et remettre la vie au cœur de la cité. Pour eux, ce qui fait une ville, c’est avant tout les gens et leurs inter-relations. Ils y associent comme les Situationnistes ou les Métabolistes les principes d’indétermination et de mobilité et reprennent à leur compte les mégastructures mais en proposant une vision poétique, ironique ou provocatrice. Ils développent ainsi l’idée d’une circulation dans laquelle vient se greffer des cellules. Celles-ci se branchent les unes aux autres. La ville est itinérante et elle suit les flux de l’événement et de la circulation de l’information.
Le travail d'Archigram a une orientation futuriste influencée par l'œuvre d'Antonio Sant'Elia, les recherches de Buckminster Fuller, ou, plus près d'eux, celles d'Yona Friedman ou de Constant Nieuwenhuys.[réf. souhaitée] Une autre source d'inspiration majeure fut le mouvement Pop art, dont ils ont repris les couleurs acidulées, l'ironie, l'intérêt pour la culture populaire et banalisée, en rapport avec la société de consommation. [réf. souhaitée] 

Leur travail fut en retour une source d'inspiration pour le mouvement high-tech, notamment le centre Pompidou (1977) de Piano et Rogers, ainsi que le travail de Norman Foster, Gianfranco Franchini, ou plus récemment avec certaines réalisations de Future Systems.

## Les revues Archigram
Les 10 numéros de la revue Archigram sont sortis de 1961 à 1974.
- Archigram 1, 1961, format A3.
- Archigram 2, 1962. Ce projet est plus évocateur et moins architecturé. L’esthétique s’inspire de l’accumulation d’éléments et les programmes d’Apollo sont la principale influence. L’unité de vie devient la capsule.
- Archigram 3, 1963. Les principaux concepts développés sont : l’obsolescence, le consumable planifié, le produit jetable, la durée de vie limitée.
- Archigram 4, 1963, présenté sous forme de « comics ». Ce numéro est charnière dans le mouvement.
- Archigram 5, 1964. Les villes sont-elles encore nécessaires ?
- Archigram 6, 1965.
- Archigram 7, 1967.
- Archigram 8, 1968. Ils définissent ici, huit concepts :

1 - la notion de métamorphose
2 - la notion de nomade
3 - la notion de goodies[C'est-à-dire ?] ; de confort
4 et 5 - la notion d’opposition entre hard/soft[C'est-à-dire ?]
6 - la notion d’émancipation
7 et 8 - la notion d’échange et de réponse.
- Archigram 9, 1970.
- Archigram 9 ½, 1974. Ce 9 ½ signifie que le mouvement ne sera jamais achevé même si celui-ci ne publie plus rien.

## Principaux travaux
- Sin Center, 1961, Mike Webb.
- Living City et City interchangeable, 1963, Warren Chalk et Ron Herron. Idée de prolifération, de schématisation en 3D des neurones et du cerveau. L’accent est mis sur la complexité des connexions et des réseaux.
- Plug-in City, (1964) de Peter Cook. La ville devient un organisme.
- Walking City, 1965, Ron Herron. Ce projet est quasiment l’antithèse des projets d’Archigram basés sur des mégastructures urbaines. Ce sont des villes zoomorphiques nomades qui se déplacent et s’interconnectent.
- Instant City, 1968, Peter Cook. Projet d’une ville nomade, qui se déplace, élément par élément, héliporté par des dirigeables ou des montgolfières. Instant City, se pose sur une ville déjà existante. Ville-réseau ou premier village global, elle n'est plus assujettie à une logique de localisation.